# Marcus Porcius Cato Maior
Marcus Porcius Cato Maior (Tusculum, I. e. 234 – Róma, I. e. 149) ókori római író, történetíró, államférfi. Censorius vagy Sapiens, a bölcs; később Priscus és Maior melléknévvel ruházták föl megkülönböztetésül dédunokájától.

## Élete
Plebejus származású volt, de a legmagasabb tisztségeket is elérte. Alig volt 17 éves, amikor Quintus Fabius Maximus Verrucosus Cunctator alatt részt vett 214-ben a Hannibál elleni csatákban Campaniában; majd 209-ben a tarentumi, 207-ben a metaurusi csatában. Emellett a tudományokat is ápolta; apja birtokán gazdasággal, később Rómában jogtudománnyal, szónoklattal foglalkozott és többször szerepelt mint védőügyvéd.
Az állami hivatalokban is gyorsan emelkedett. 204-ben már Szicíliában találjuk mint quaestort Scipio társaságában, 199-ben aedilis, 198-ban praetor, majd Szardinia helytartója, 195-ben consul lett. Konzulsága után Hispaniába ment proconsulnak, ahol rendet csinált az ott lakó néptörzsek között. Alighogy visszatért, 191-ben már Syriába vonult mint Manus Acilius Glabrio alvezére és a thermopülai magaslatokat elfoglalva elősegítette a rómaiak győzelmét Antiochus felett.
Ezután Rómában maradt és a nyilvános életnek szentelte magát. 184-ben barátjával, Lucius Valerius Flaccusszal együtt censorrá választották. A legnagyobb eréllyel lépett fel egyes senatorok ellen és különösen a nők fényűzése ellen. Gondja volt Róma fejlődésére is, vízvezetéket és bazilikát építtetett. Annak az irányzatnak a legnagyobb képviselője volt, amely – a görög-párti Scipióval és körével szemben – a görög kultúra hatásától féltette a régi itáliai hagyományokat. Élete végéig szívósan harcolt a görög irodalom és művészet meghonosítása ellen. „A görög szellem ellen felhozta mindazt az érvet, amelyet a maradiság fel szokott hozni a magasabbrendű új iránt: az erkölcstelenség, a nemzetietlenség, az egészségtelen elpuhultság vádját.”
Az emberi élet olyan, mint a vas; ha használod, elkopik, ha nem használod, a rozsda akkor is elpusztitja. Éppen igy mi, emberek is a munkában kopunk el. Ha semmit sem csinálsz, a tétlenség és a fásultság több kárt okoz, mint a munka
Cato az irodalomban is nevezetes helyet foglal el. Jogtudományi művei, szónoklatai, fia számára írt didaktikai munkái elvesztek. Legfontosabb műve a latin nyelven írt Origines, vagyis Kezdetek (7 könyv), a római állam története Róma alapításától – az ő számítása szerint Kr. e. 751-től – a maga koráig. Ebből csak töredékek vannak meg, teljes egészében ránk maradt viszont a földművelésről szóló De agricultura című munkája. Fő műve a fiához írt nagy oktató kompendium lehetett: Ad Marcum Filium. Különösen a görög orvosoktól inti fiát, akik egész Rómát meg akarják mérgezni, és ajánlja a bevált házi szereket.
Cicero Catót mint az első nagy szónokot említi. A nevéhez fűződő disztichonokat, amelyek a középkorban nagy becsben álltak (Dicta Catonis), valószínűleg nem ő írta.
Szónoklatait gyakran fejezte be az elhíresült Ceterum censeo… kezdetű mondattal.

## Magyarul
- A jó erkölcsre oktató Kátónak versei; ford. Nagy Lajos; Royer Ny., Eger, 1756
- A jó erkölcsre oktató Kátónak versei; ford. felső-büki Nagy Lajos; Püspöki Oskola Ny., Eger, 1772
- Cato bölcs mondásai; szöveggond., ford., bev., jegyz. Némethy Géza; MTA, Bp., 1891 (Görög és latin remekírók)
- A földművelésről; ford., jegyz. Kun József, bev. Maróti Egon; Akadémiai, Bp., 1966 (Görög és latin írók)
- Cato mondásai / Dicta Catonis; in: Latin mondások; ford. Nagyillés János, utószó Jászay Tamás; LAZI, Szeged, 2001